# Czyściec wełnisty

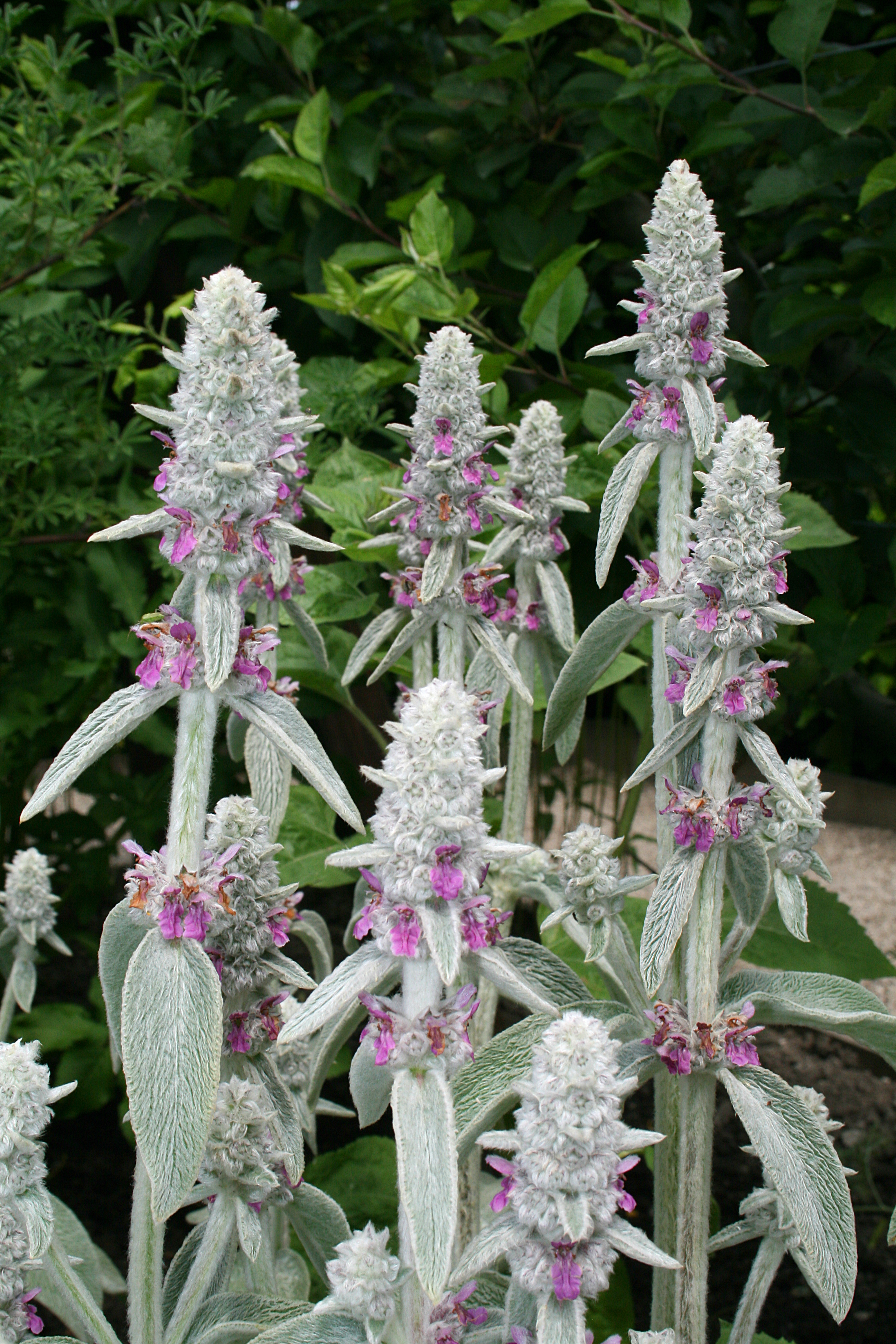
Pęd

Czyściec wełnisty (Stachys byzantina K.Koch) – gatunek wieloletniej rośliny. Pochodzi z Azji Mniejszej, Kaukazu oraz Iranu. Jest uprawiany w wielu krajach świata.

## Morfologia
PokrójBylina wysokości do 30–40 cm.
ŁodygaPojedyncza, sztywna, pokryta włoskami zwróconymi do dołu. Posiada kłącze i bulwiaste rozłogi.
LiścieUlistnienie nakrzyżległe. Liście są grube, miękkie, o kształcie podługowato-eliptycznym. Pokryte są długim, gęstym, biało-szarym kutnerem. Liście utrzymują się przez całą zimę.
KwiatyMałe, niepozorne, purpurowo-fioletowe, o długości do 2 cm, dwuwargowe. Zebrane w kłos.
OwoceRozłupnia. Nasiona ciemnobrunatne i połyskujące

## Biologia i ekologia
Bylina, hemikryptofit. Roślina miododajna. Nasiona roznoszone są przez wiatr (anemochoria) lub zwierzęta (endozoochoria). 

## Zastosowanie
Roślina ozdobna często uprawiana w ogrodach. Nadaje się do ogrodów skalnych, na obwódki ścieżek, jako roślina okrywowa. Może też być uprawiana w pojemnikach. Jej walorami ozdobnymi są srebrzyste, filcowate pędy. Doskonale kojarzy się w zestawieniu z innymi gatunkami roślin. Podczas zimnej i wilgotnej pogody staje się jednak brzydsza. Kwiaty dekoracyjne bywają jedynie w pierwszej fazie kwitnienia.

## Uprawa
Dobrze znosi suszę, rośnie w miejscach słonecznych jak i półcienistych. Najlepiej na glebach gliniasto-piaszczystych, kamienistych. Nie potrzebuje silnego nawożenia i podlewania, odczyn gleby nie odgrywa istotnej roli. Gatunek jest mrozoodporny (strefy mrozoodporności 5-10). Liście utrzymują się również zimą